# Oberwolfach
Oberwolfach es un municipio alemán de unos 2700 habitantes en el distrito de Ortenau, Baden-Wurtemberg. Está ubicado en el valle del río Wolf, en la Selva Negra Central.

## Puntos de interés
- Iglesia San Bartolomé en el centro de Oberwolfach[3]
- Museo de Minerales y Matemáticas[4]
- Mina Wenzel, mina para visitantes[5]
- Ruina del castillo de Walkenstein[6]
- Ruina del castillo de Wolfach[7]